# Ducati Indiana
La Ducati Indiana fue una motocicleta fabricada por Cagiva a pesar del nombre Ducati , como un intento por entrar en el mercado de las cruceras, dominado en ese entonces por "Harley-Davidson" y las cruceras japonesas que estaban entrando al mercado americano. A pesar de ser una crucera, tenía por su herencia Ducati una velocidad de deportiva, ganándole a todas las cruceras de su capacidad y a la mayoría de las cruceras con motor de mayor tamaño. Tenía un motor Ducati en V de 2 cilindros a 90°, uno horizontal y otro vertical (L2 de acuerdo a la nomenclatura de Ducati), cuadro de doble cuna y freno de disco en ambas ruedas.